# Issikiomartyria distincta
Issikiomartyria distincta là một loài bướm đêm thuộc họ Micropterigidae. Nó được Hashimoto miêu tả năm 2006. Nó được tìm thấy ở Nhật Bản.
Chiều dài cánh trước là 4.5 mm đối với con đực.